# Leandro González Alcorta
Leandro González Alcorta (León, 1861-Pinar del Río, 1923) fue un abogado, periodista y pedagogo español, defensor de la independencia de Cuba.

## Biografía
Natural de León, donde nació el 13 de marzo de 1861, se le describe a comienzos del siglo XX como abogado y periodista. En 1896 publicaba en Madrid el periódico La Paz, que defendía la autonomía de Cuba y que fue objeto de persecuciones. González Alcorta fue enviado a la cárcel, donde permaneció durante nueve meses. Puesto en libertad, se hizo independentista y marchó a México y los Estados Unidos. Una vez finalizada la guerra de Independencia cubana fue nombrado juez de Pinar del Río. Falleció en Pinar del Río el 3 de julio de 1923. Está considerado un importante pedagogo en la Cuba de inicios del siglo XX.